# Phoneyusa lesserti
Espèce
Phoneyusa lesserti est une espèce d'araignées mygalomorphes de la famille des Theraphosidae.

## Distribution
Cette espèce est endémique de République centrafricaine.

## Étymologie
Cette espèce est nommée en l'honneur de Roger de Lessert.

## Publication originale
- Dresco, 1973 : Étude des mygales. Description de Phoneyusa lesserti sp. nov., mygale d'Afrique. Bollettino della Società entomologica italiana, vol. 105, p. 105-111.